# Departamento de Correcciones y Supervisión Comunitaria del Estado de Nueva York

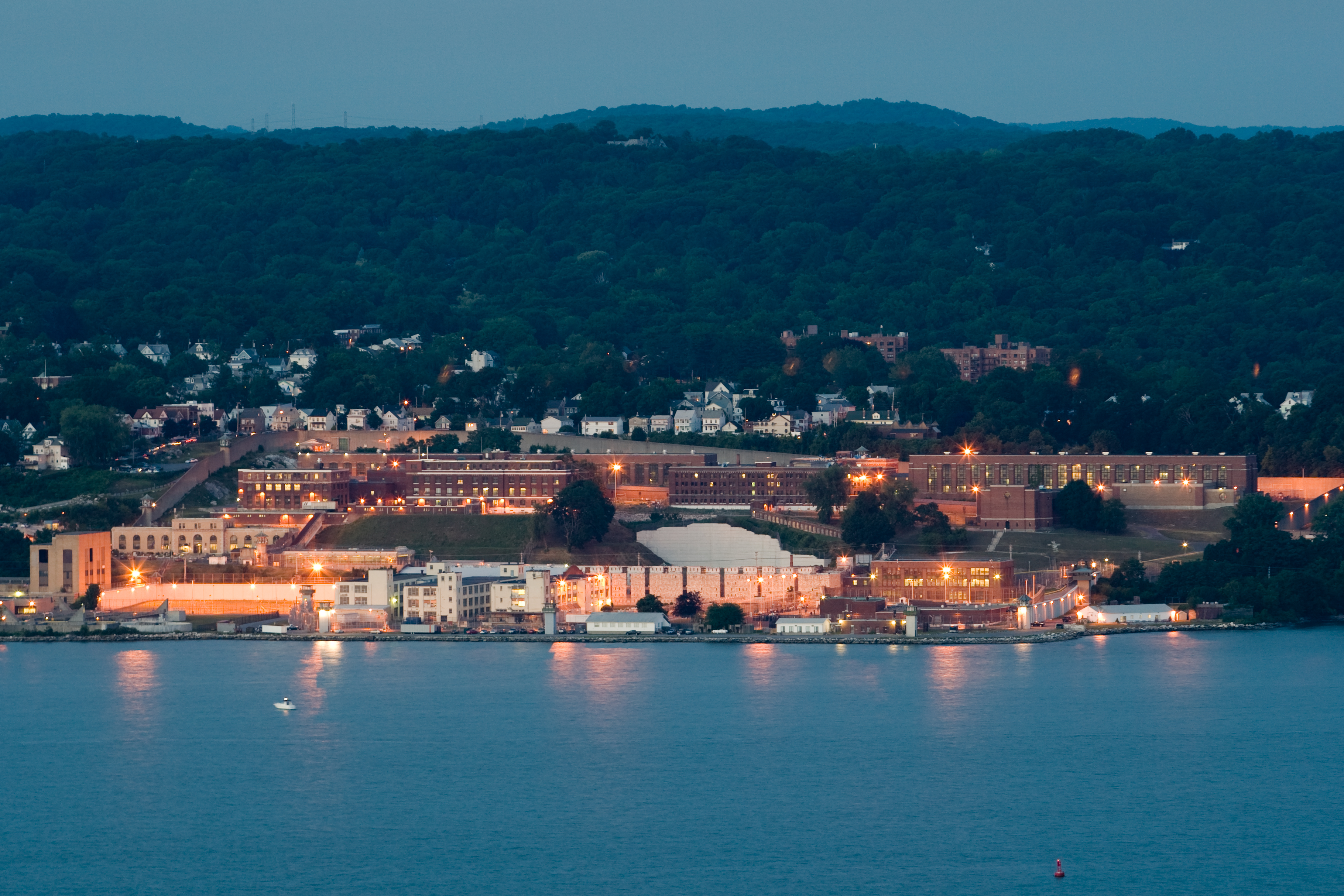
Sing Sing Correctional Facility

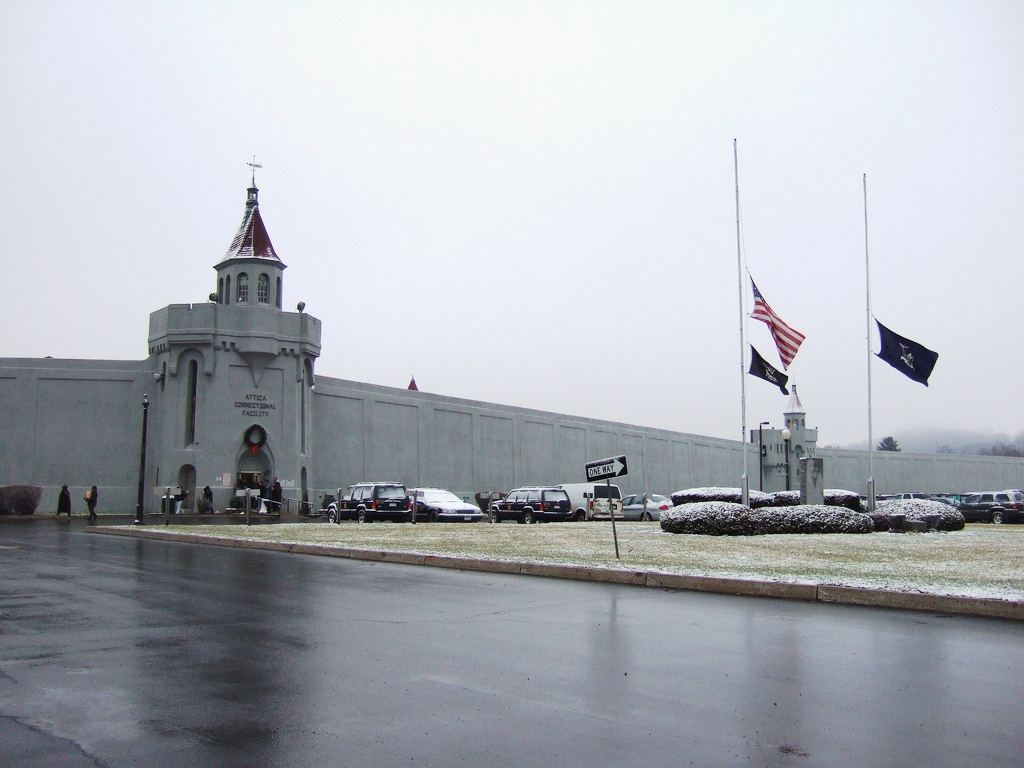
Attica Correctional Facility

El Departamento de Correcciones y Supervisión Comunitaria del Estado de Nueva York (idioma inglés: New York State Department of Corrections and Community Supervisión, DOCCS), anteriormente el Departamento de Servicios Correccionales del Estado de Nueva York (New York State Department of Correctional Services, DOCS) es una agencia del Estado de Nueva York en los Estados Unidos. El departamento gestiona 70 prisiones y cárceles, incluyen Sing Sing, y tiene aproximadamente 30.000 empleados. Tiene su sede en el Edificio 2 en el W. Averell Harriman State Office Building Campus, en Albany.